# Mônaco nos Jogos Olímpicos de Verão de 1948
Mônaco participou dos Jogos Olímpicos de Verão de 1948 em Londres, Inglaterra. Não ganhou medalhas.